# Machina miotająca

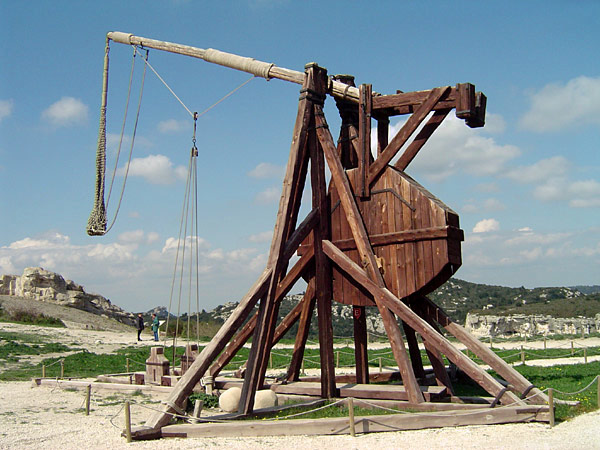
Trebusz (rekonstrukcja). Baux-de-Provence, Francja

Machiny miotające (broń oblężnicza), były to urządzenia wykorzystywane w starożytności i średniowieczu do atakowania fortyfikacji nieprzyjaciela poprzez wyrzucanie pocisków za pomocą energii mechanicznej. Miały charakter artylerii przedogniowej, a używane były od IV wieku p.n.e. do końca XIV wieku zarówno podczas oblężeń twierdz, jak i w starciach polowych.
Konstrukcje te dzieliły się według sposobu rozpędzania pocisku na:
- machiny barobalistyczne – wykorzystujące energię potencjalną masy,
- neurobalistyczne – wykorzystujące energię potencjalną sprężystości.

Urządzenia barobalistyczne wykorzystywały dźwignię z przeciwwagą, aby wytworzyć siłę konieczną do wyrzucenia blisko 140-kilogramowego ciężaru na odległość prawie 280 metrów. Największe z nich miały przeciwwagę przekraczającą 10 ton.
Podstawowe machiny miotające:
- balista
- biffa
- katapulta
- onager
- trebusz